# Savvas Exouzidīs
Savvas Exouzidīs (in greco: Σάββας Εξουζίδης; Stoccarda, 4 dicembre 1981) è un ex calciatore greco, di ruolo centrocampista.